# 維什尼夫奇克 (切梅里夫齊區)
49°1′16″N 26°28′2″E / 49.02111°N 26.46722°E
維什尼夫奇克（烏克蘭語：Вишнівчик），是烏克蘭西部的村莊，隸屬赫梅利尼茨基州的卡緬涅茨-波多利斯基區。該村始建於1493年，面積2.25平方公里，海拔高度297米，2001年人口1,897，人口密度每平方公里843.1人。